# Direzione generale per la demografia e la razza
La Direzione generale per la demografia e la razza (nota anche con l'acronimo di Demorazza) nasce il 17 luglio 1938 subentrando all'Ufficio centrale demografico, istituito appena un anno prima, alle dipendenze del Ministero dell'interno del regime fascista. La Direzione volgeva tutti i compiti relativi allo studio e alla attuazione dei provvedimenti in materia demografica anche se inizialmente solo quelli attinenti alla "razza" (come il censimento degli ebrei) e dal 1939 anche quelli relativi a nazionalità e cittadinanza.

## Storia
La direzione generale era organizzata in un ufficio affari generali e 4 divisioni: razza, demografia, premi demografici e cittadinanza. Nel 1942 le competenze relative alla politica razziale cresciute di volume furono ripartite tra due uffici: la "Divisione affari generali razza e discriminazioni" e la "Divisione accertamento razza".
Il discredito per la venalità delle procedure di “discriminazione” e per l’assoluto arbitrio delle decisioni guadagnò, all’amministrazione che ne curava l’istruttoria, la feroce critica di una poesia di Trilussa.

## Chiusura
Dopo la caduta del regime fascista, la Demorazza fu ricostituita nella repubblica sociale italiana nel novembre 1943, dove fu riorganizzata in un ufficio di segreteria e 3 divisioni: demografia e premi, cittadinanza, razza. Con il "decreto legislativo del duce" del 16 aprile 1944 n. 136 l'ufficio fu trasformato in Direzione generale per la demografia con competenze su demografia, cittadinanza e matrimoni con stranieri. Per attuare la politica razziale fu invece istituito presso la "presidenza del consiglio" della repubblica di Salò un Ispettorato generale per la razza, guidato da Giovanni Preziosi.
Dopo la Liberazione, il decreto legge del 31 maggio 1945 n. 418 sancì la soppressione della direzione generale demografia, già effettuata con un provvedimento interno del ministero nell'agosto del 1944. I servizi relativi alla cittadinanza furono trasferiti alla direzione generale per gli affari generali e del personale.